# Michelröder
Koordinaten: 49° 49′ 19″ N, 8° 21′ 35″ O
Das Naturschutzgebiet Michelröder liegt im Landkreis Mainz-Bingen in Rheinland-Pfalz. Das etwa 5,7 ha große Gebiet, das im Jahr 1983 unter Naturschutz gestellt wurde, erstreckt sich südöstlich der Ortsgemeinde Dienheim und nordöstlich der Ortsgemeinde Ludwigshöhe. Unweit westlich verläuft die B 9, östlich fließt der Rhein.